# Захист Рагозіна
Захи́ст Раго́зіна — шаховий дебют, який починається ходами: 
1. d2-d4  d7-d5
2. c2-c4  e7-e6
3. Кg1-f3  Кg8-f6
4. Кb1-c3  Сf8-b4

За класифікацією, є закритим дебютом. Названий на честь радянського шахіста В'ячеслава Рагозіна.
Основна ідея захисту полягає в тому, щоб підготувати та провести звільнене пересування e6-e5 та створити фігурну гру в центрі й на королівському фланзі.
Захист Рагозіна входить в дебютний репертуар багатьох відомих шахістів, зокрема, багаторазового чемпіона Білорусі Олексія Александрова